# Orlando Brasil
Orlando Brasil (Laguna, 2 de maio de 1903 — Rio de Janeiro, 29 de agosto de 1983) foi um político brasileiro.

## Biografia
Nascido em Laguna, no estado de Santa Catarina, é filho de Manuel Joaquim Brasil e de Francisca Brasil.
Foi contador-geral de Santa Catarina e assumiu, em 1941, a Secretaria da Fazenda, onde permaneceu durante cinco anos até a queda do Estado Novo, em 1945. No ano seguinte, iniciou seu mandato como deputado estadual pelo Partido Social Democrático (PSD). Em 1946, com promulgação da nova Constituição, iniciou o seu trabalho na Comissão de Finanças da Câmara dos Deputados,exercendo seu mandato até o final da 38ª legislatura (1947 — 1951).
Em outubro de 1950, foi candidato à reeleição pelo PSD, mas obteve apenas suplência, o que aconteceu novamente em 1954, às quais concorreu na legenda da Aliança Social Trabalhista, formada pelo PSD, e o Partido Trabalhista Brasileiro (PTB).
No dia 29 de agosto de 1983 faleceu no Rio de Janeiro. 